# خارجون عن القانون (فلم 2012)
خارجون عن القانون (بالإنجليزية: Lawless) هو فيلم سينمائي أُصدر في أمريكا سنة 2012. الفيلم من إخراج جون هيلكوت ومن بطولة شيا لابوف
.

## القصة
تدور أحداث الفيلم المستوحى من قصة حقيقية؛ في الغرب الأمريكي القديم؛ حول ثلاثة أشقاء خارجون عن القانون؛ يجدون أنفسهم واقعون ما بين الشرطة المحلية التي تجبرهم على اقتسام غنائمهم معها لاستمرار عملهم في ولاية فيرجينيا؛ وعملاء المباحث الفيدرالية الذين يسعون للقبض عليهم وتسليمهم للعدالة

## الممثلون والشخصيات
| الممثل         | الشخصية التي لعبها |
| -------------- | ------------------ |
| شيا لابوف      | جاك بوندورانت      |
| توم هاردي      | فورست بوندورانت    |
| غاي بيرس       | تشارلي             |
| جيسيكا جاستاين | ماغي بيوفورد       |
| غاري أولدمان   | فلويد              |

## إيرادات شباك التذاكر
حقق الفيلم أرباحا تقدر بـ $53,676,580

## وصلات خارجية
- مقالات تستعمل روابط فنية بلا صلة مع ويكي بيانات